# Jeorjos Gikopulos
Jeorjos Gikopulos, gr. Γεώργιος  Γκικόπουλος (ur. 5 sierpnia 1957) – grecki polityk i rolnik, poseł do Parlamentu Europejskiego VII kadencji.

## Życiorys
Z wykształcenia ekonomista, z zawodu księgowy i rolnik. Zaangażował się w działalność organizacji rolniczej PASY, wchodząc w skład jej sekretariatu. Został też członkiem departamentu gospodarki rolnej w ramach komitetu centralnego Komunistycznej Partii Grecji.
W wyborach w 2009 bez powodzenia kandydował do Parlamentu Europejskiego. Mandat europosła objął jednak 19 maja 2014 tuż przed końcem VII kadencji, zastępując zmarłego Charalambosa Angurakisa. Przystąpił do grupy GUE/NGL.